# Грейт Уайт
Грейт Уайт е американска хардрок група, сформирана в Лос Анджелис през 1982 година. Групата придобива популярност през 80-те и началото на 90-те години. Издават няколко албума в края на 80-те години и клипове за техни песни като Once Bitten, Twice Shy се въртят по Ем Ти Ви. Върхът в популярността си бележат с албума ...Twice Shy от 1989 г.

## История
Групата продължава да записва нов материал през 90-те години, но той не достига музикалните класации в САЩ. През 2003 г. групата попада под прожекторите на медиите, когато пожар в клуб Стейшън води до смъртта на 100 души в Уест Уоруик, Род Айлънд, включително китариста на групата Тай Лонгли, който е бивш член на соловата група на Джак Ръсел. През 2011 г. бандата се разделя, като Джак Ръсел сформира Грейт Уайт Фийчъринг Джак Ръсел, а Тери Айлус оглавява Грейт Уайт. ъм август 2007 г. Грейт Уайт са продали над 8 милиона плочи по света.

## Дискография
- Great White (1984)
- Shot in the Dark (1986)
- Once Bitten (1987)
- ...Twice Shy (1989)
- Hooked (1991)
- Psycho City (1992)
- Sail Away (1994)
- Let it Rock (1996)
- Great Zeppelin - A Tribute to Led Zeppelin (1998)
- Can't Get There from Here (1999)
- Back to the Rhythm (2007)
- Rising (2009)
- Elation (2012)
- Full Circle (2017)